# ياكوف بافلوف
ياكوف بافلوف (17 أكتوبر 1917 - 28 سبتمبر 1981) كان جندي سوفيتي في صفوف الجيش الأحمر، حصل على وسام بطل الاتحاد السوفيتي لدوره في الدفاع عن منزل بافلوف خلال معركة ستالينغراد.